# Sourgoubila
Sourgoubila ist sowohl eine Gemeinde (französisch commune rurale) als auch ein dasselbe Gebiet umfassende Departement im westafrikanischen Staat Burkina Faso, in der Region Plateau Central und der Provinz Kourwéogo. Die Gemeinde hat 38.976 Einwohner.